# Zone de protection paysagère du Zemplén
La Zone de protection paysagère du Zemplén (hongrois : Zempléni Tájvédelmi Körzet, prononcé [ˈzɛmpleːni ˈtaːjveːdɛlmi ˈkøɾzɛt]) est une aire protégée située dans le comitat de Borsod-Abaúj-Zemplén, entre Gönc et Szerencs dans le massif de Zemplén, et dont le périmètre est géré par le Parc national d'Aggtelek.